# Groot sterrenscherm

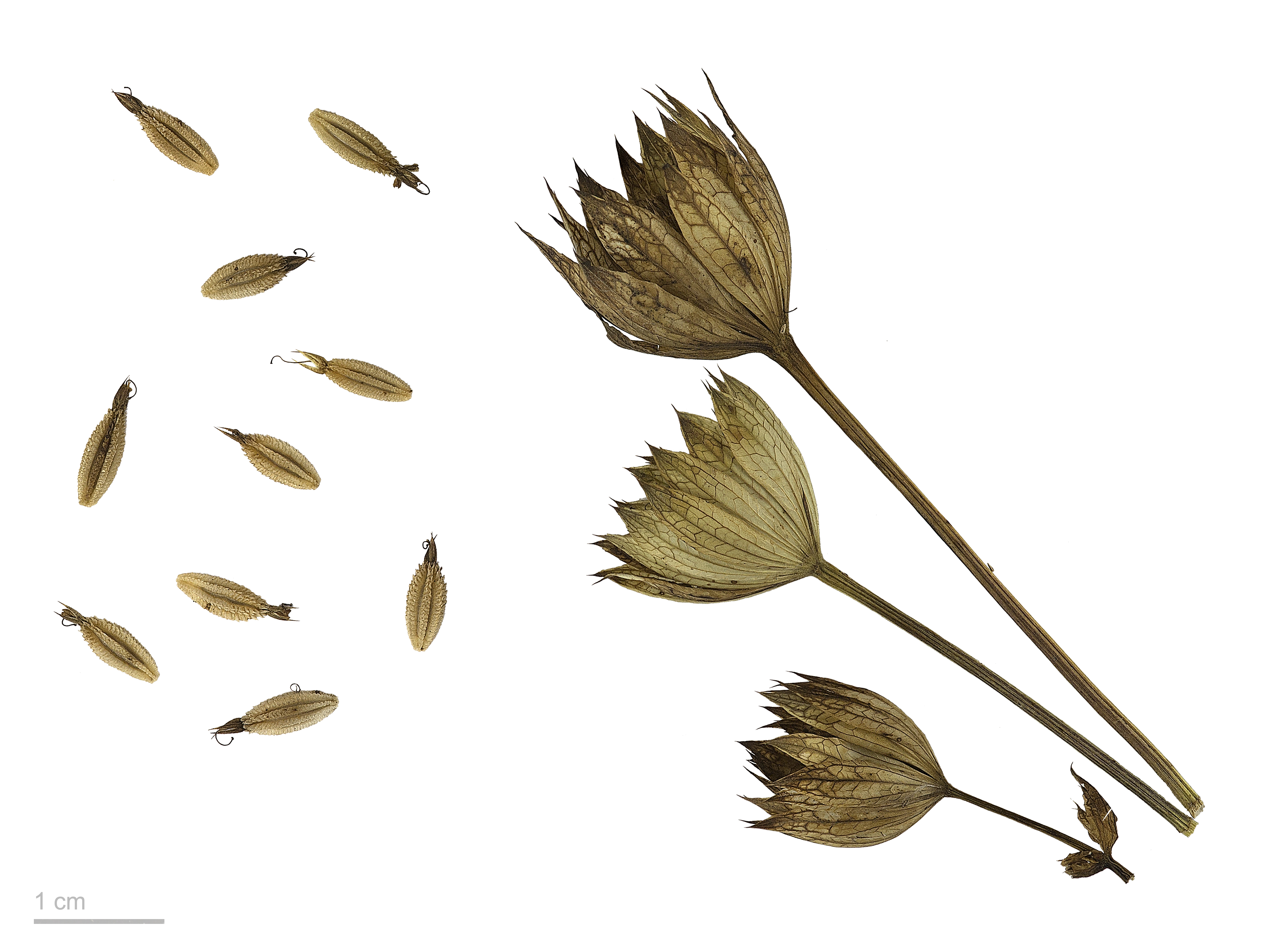

Groot sterrenscherm of Zeeuws knoopje (Astrantia major) is een overblijvend kruid uit de schermbloemenfamilie (Umbelliferae oftewel Apiaceae).
De plant wordt ongeveer 1 m hoog. De lange, kale stengel draagt weinig bladeren. De handvormig gedeelde of gespleten onderste bladeren zijn tot 15 cm groot en sterk geaderd. Deze zijn gesteeld.
Aan de top vertakt de stengel en draagt de plant  bloemschermpjes. Soms overheerst een groot bloemschermpje de overige. De 2–3 cm grote bloemschermpjes zijn wit, vaak met elementen lichtroze. De bloeiperiode loopt van mei tot september. De bloemschermen worden omgeven door omwindselbladeren die een groenig-witte kleur hebben. De bloemschermpjes zien eruit als een enkele bloem, wat voor schermbloemen ongebruikelijk is. Bij het aanbreken van de schemer krommen de stelen van de schermpjes naar beneden, zodat het pollen tegen vocht beschermd wordt.
De vruchten zijn cilindrisch en 6–8 mm lang.

## Verspreiding
Het natuurlijke verspreidingsgebied ligt in Midden- en Oost-Europa en in Azië. In Europa loopt haar verspreidingsgebied van Polen via Zuid-Duitsland en Oost-Frankrijk naar het Middellandse Zeegebied. Langs het Middellandse Zeegebied loopt het verspreidingsgebied door over de Balkan tot in de Kaukasus. In de Alpen kan men de soort tot 2000 m hoogte aantreffen.
In Wales en Zuid-Finland komt de plant spaarzaam voor.
De biotoop bestaat uit open plaatsen in bossen en langs bergweiden. De grond dient voedzaam en vochtig te zijn. De bodem dient kalkhoudend te zijn. De plant prefereert de halfschaduw, maar volle zon kan goed verdragen worden.

## Taxonomie
Ondersoorten zijn:
- Astrantia major subsp. involucrata
- Astrantia major subsp. carinthiaca komt voor in Oostenrijk. Omwindselsbladen zijn bijna tweemaal zo lang als het bloemscherm.
- Astrantia major subsp. major komt voor in Oostenrijk en Duitsland. Omwindselsbladen zijn ongeveer even lang als het bloemscherm.

## Toepassingen
De wortelstok en het kruid worden tot op vandaag in de volksgeneeskunde gebruikt als maagversterkend middel. Stoffen in de plant werken gunstig op de afscheiding van maagsappen en worden bijvoorbeeld in poedervorm ingenomen. Wordt ook gebruikt als eetlustopwekkend middel.
Overdosering kan tot vergiftigingsverschijnselen leiden.

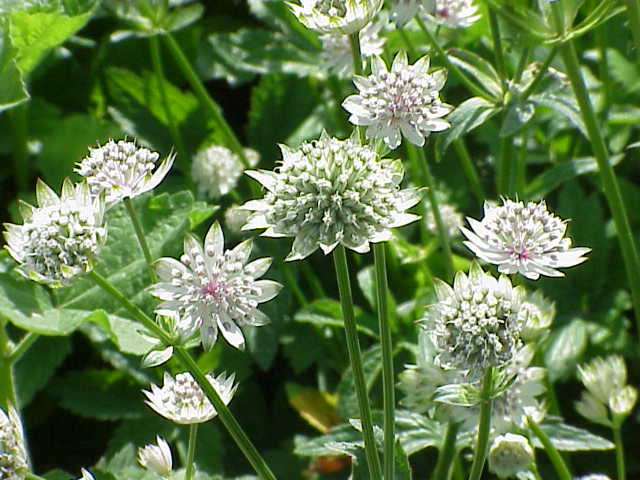

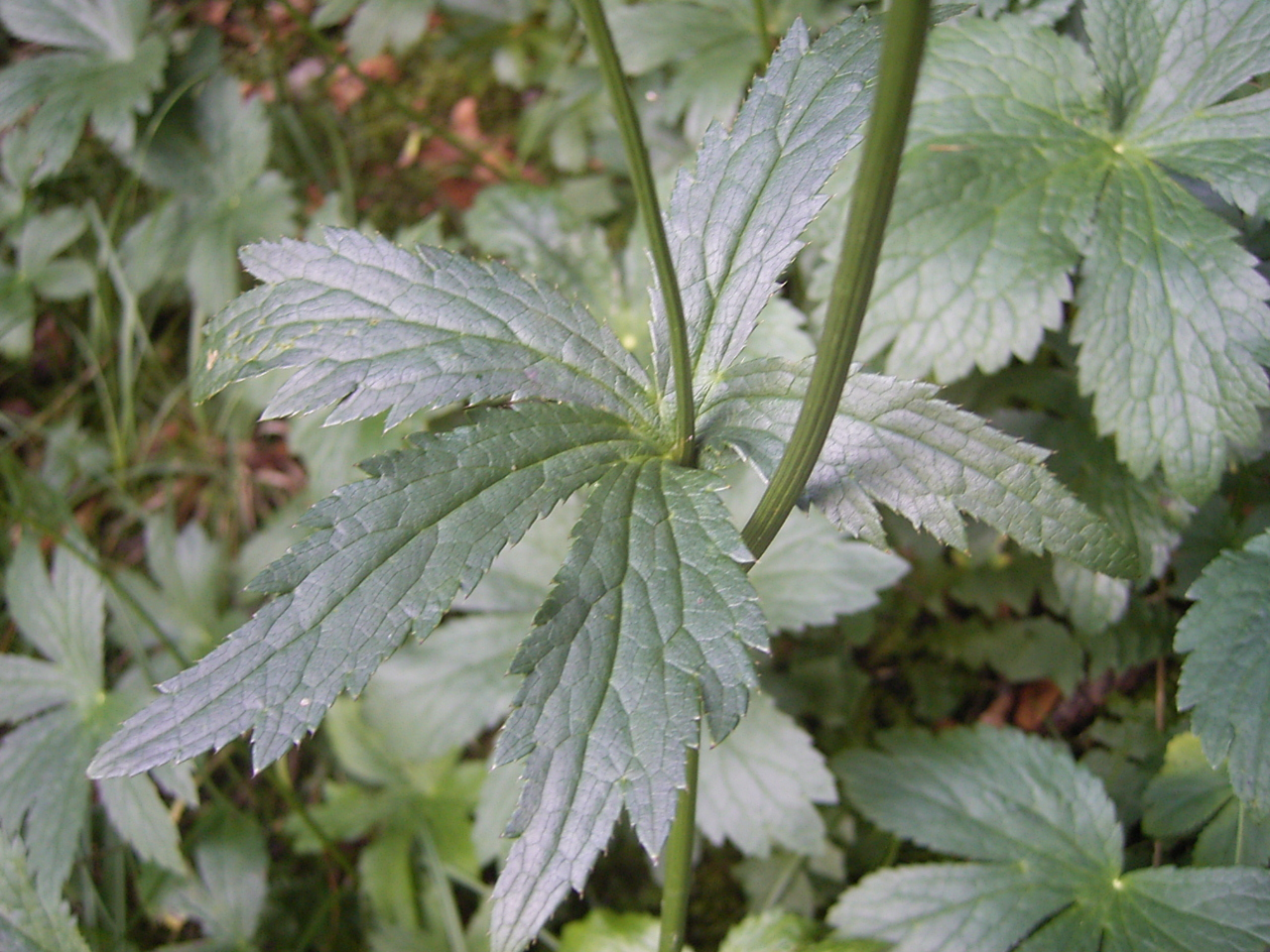
blad

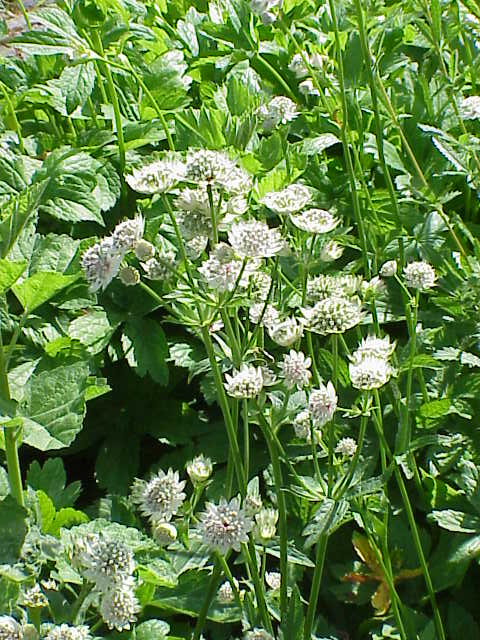
plant